# ارنست دیکرسون
ارنست دیکرسون (انگلیسی: Ernest Dickerson؛ زادهٔ ۲۵ ژوئن ۱۹۵۱) کارگردان، و مدیر فیلم‌برداری اهل ایالات متحده آمریکا است. وی از سال ۱۹۸۳ میلادی تاکنون مشغول فعالیت بوده‌است.
از فیلم‌هایی که وی در آن‌ها نقش داشته است، می‌توان به نجات از شکار شدن اشاره نمود.